# Madonnuccia
Madonnuccia è una frazione del comune di Pieve Santo Stefano, in provincia di Arezzo, di circa 350 abitanti.
Il paese gode di una magnifica vista sul Lago di Montedoglio, bacino artificiale dell'alta valle del Tevere.

## La storia
Fino all'inizio degli anni ottanta, la frazione si estendeva ai piedi della collina, nella piana adiacente al corso del Tevere. La costruzione dell'invaso artificiale, denominato Lago di Montedoglio, ha comportato l'abbandono del vecchio sito e la sua ricostruzione sulle pendici collinari.
Finita la costruzione della diga, gli abitanti sono stati costretti a spostarsi nella collina di fronte, e tutte le loro case sono state sommerse dall'acqua.
Ancora oggi molte persone abitano nelle case popolari della nuova Madonnuccia, mentre altre sono andate ad abitare altrove.

## Il bacino artificiale
Il lago ha diverse funzioni:
- viene utilizzata la sua acqua per irrigare i campi della zona;
- fornisce grande quantità di acqua al Tevere ed evita le secche in estate, dato che il Tevere fino a Sansepolcro non ha affluenti. Ultimamente è anche nato un progetto per portare l'acqua del Lago di Montedoglio nel comprensorio del Lago Trasimeno per fini irrigui. In questo modo si eviteranno i prelievi dal Lago Trasimeno che, essendo un bacino naturale privo di immissari non artificiali, è fortemente soggetto a diminuzioni nel suo livello, soprattutto nel periodo estivo.